# Parc d'État du lac Kissimmee
Lake Kissimmee State Park est un Parc d'État de Floride situé à l'est du lac Wales. D'une superficie de 24 km2, il contient des plaines inondables, des forêts, des prairies, des hammocks, des bois plats et les lacs Kissimmee, Tiger et Rosalie. Le parc abrite 50 espèces de plantes et d'animaux menacées, préoccupantes ou en voie de disparition .

## Description
Les activités comprennent la navigation de plaisance, le canoë, le kayak et la pêche ainsi que le camping, la randonnée, le vélo, les sentiers d'équitation et l'observation de la nature. Parmi la faune du parc se trouvent deux cents espèces d'oiseaux, dont le pygargue à tête blanche, le milan des marais et la grue blanche. Les autres animaux sont le lynx roux, le renard gris et le dindon sauvage, ainsi que le cerf de Virginie, la grue du Canada, l'écureuil renard et la loutre . Les installations comprennent 20 km de sentiers pédestres et polyvalents et 10 km de sentiers équestres et de quais de pêche. Les soixante emplacements de camping à installations complètes du parc sont situés dans un hammock en chêne. Le parc est ouvert de 7h00 jusqu'au coucher du soleil toute l'année.

## Camp des vaches
Cow Camp est un site d'histoire vivante qui représente un camp de bétail de 1876, avec des bovins de brousse de Floride. Les éleveurs locaux étaient communément appelés Cracker Cowboys ou "Cow Hunters". Cow Camp est ouvert les week-ends et les jours fériés du premier week-end d'octobre au 1er mai ,.

## Galerie

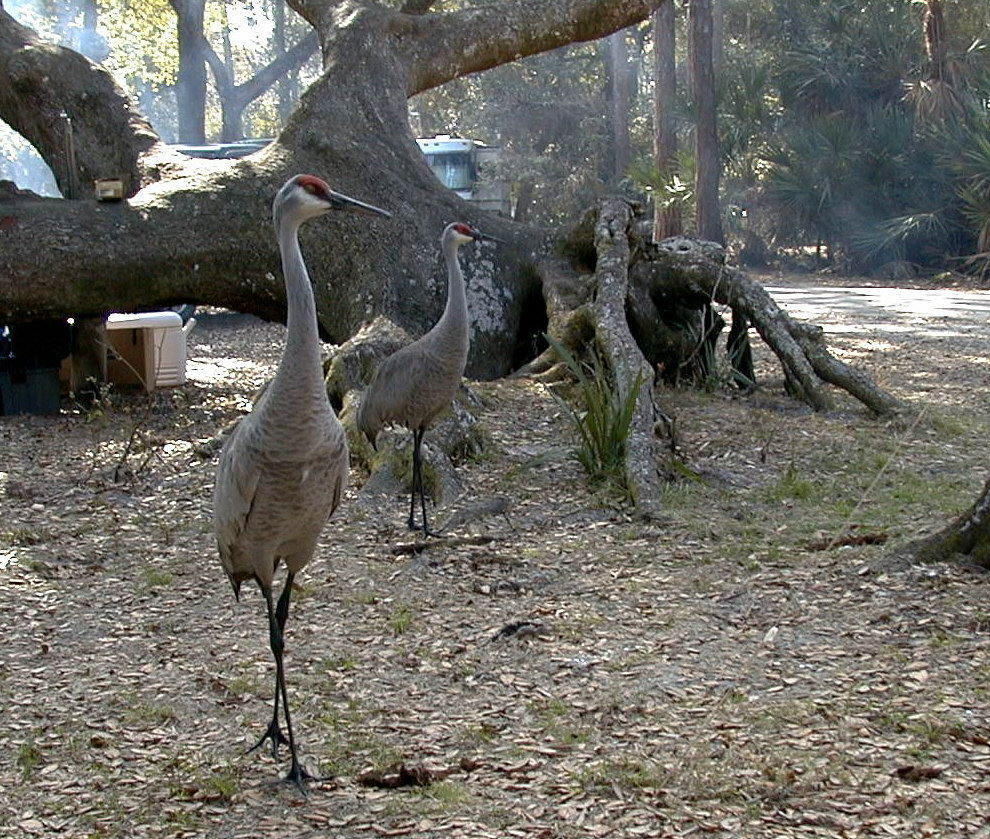
Grues du Canada dans le camping.
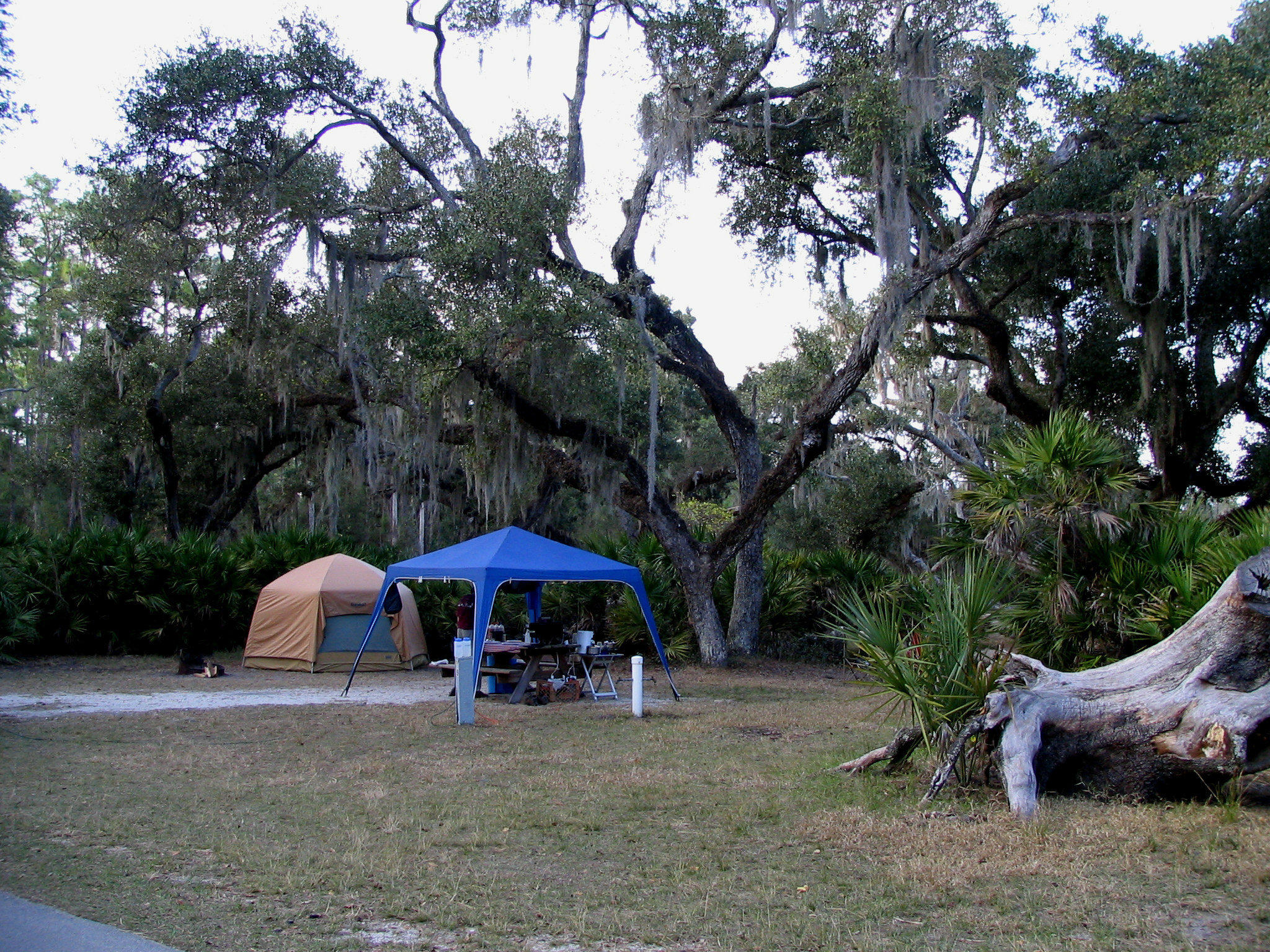
Un camping dans le parc.
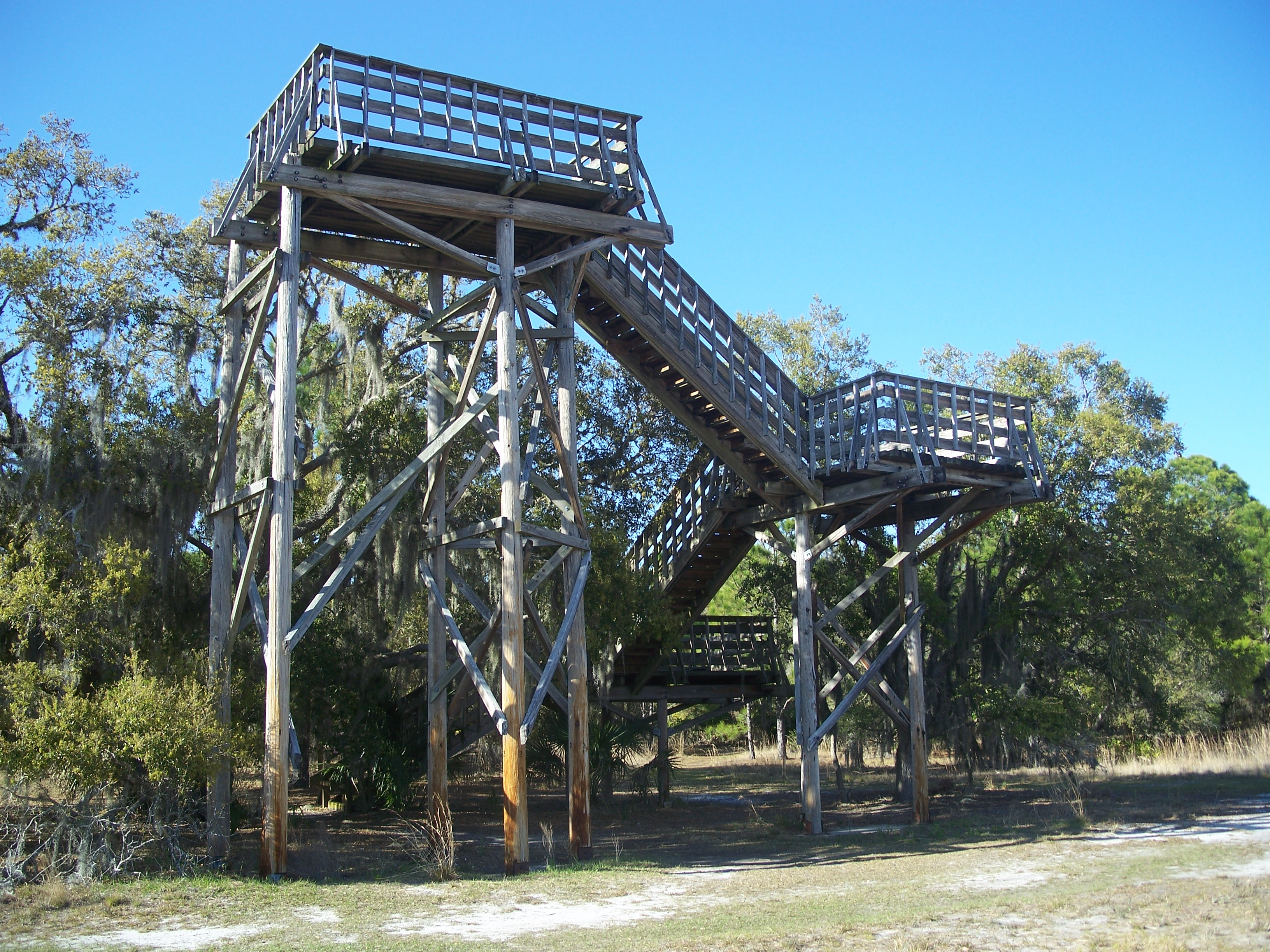